# Giulia Enders

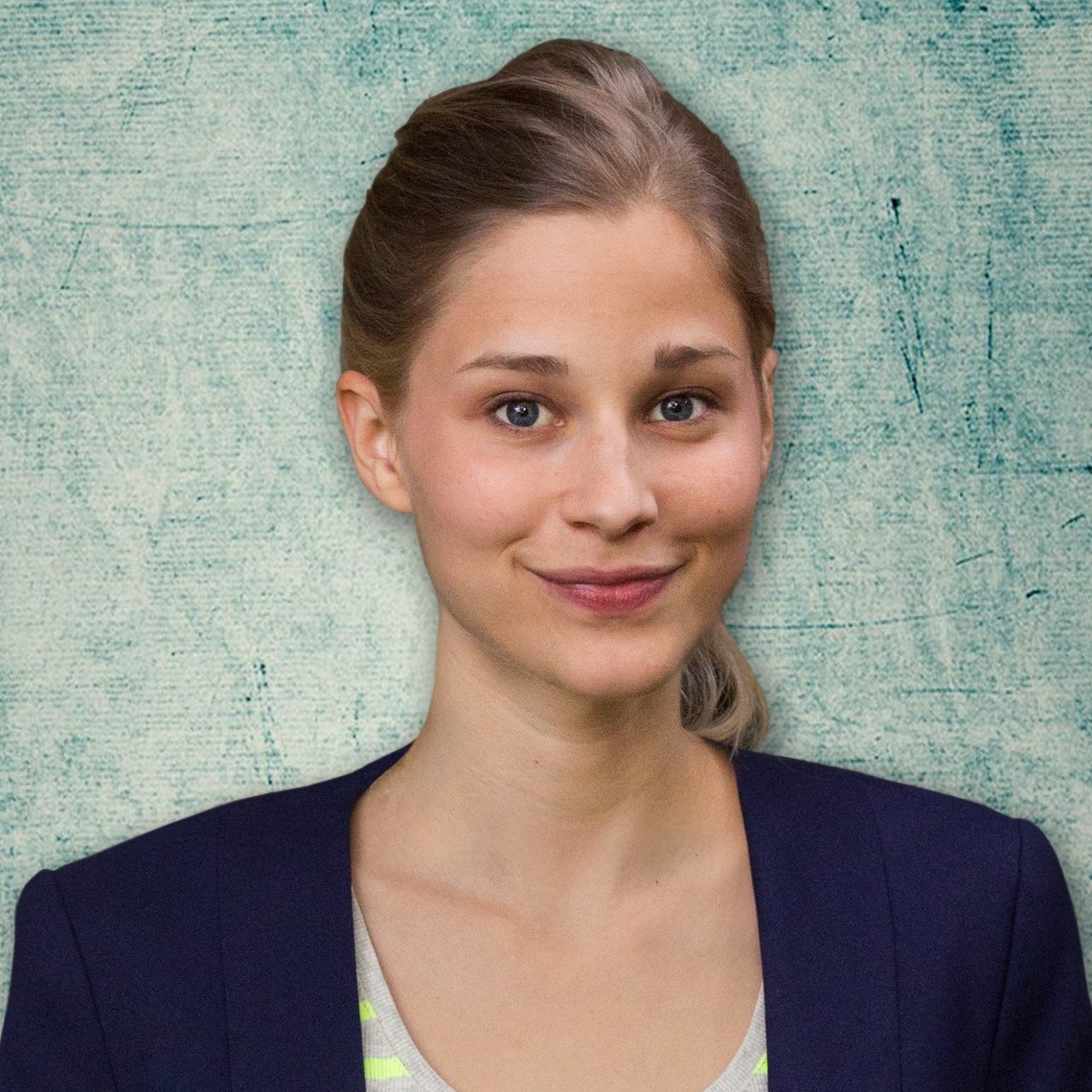
Giulia Enders, 2015

Giulia Enders (* 1990 in Mannheim) ist eine deutsche Autorin und Ärztin. Von ihrem populärwissenschaftlichen Sachbuch-Bestseller Darm mit Charme (2014) über den menschlichen Darm wurden weltweit etwa acht Millionen Exemplare verkauft.

## Leben
Sie wuchs in Mannheim auf und besuchte das Johann-Sebastian-Bach-Gymnasium, wo sie auch ihr Abitur absolvierte. Von 2015 bis 2017 war sie auch als Wissenschaftsjournalistin für Die Zeit tätig. Im Jahr 2017 schloss Enders ihr Medizinstudium ab. Danach befand sie sich in der Weiterbildung zur Fachärztin für Innere Medizin an der Medizinischen Klinik des Israelitischen Krankenhauses Hamburg.

## Darm mit Charme(2014)
2012 gewann Enders den ersten Preis beim Science-Slam in Freiburg, Berlin und Karlsruhe mit ihrem Vortrag Darm mit Charme. Dieser Vortrag wurde auch auf YouTube veröffentlicht. Enders erhielt das Angebot, zu diesem Thema ein Buch zu schreiben, das kurz nach Erscheinen im März 2014 Platz 1 der Spiegel-Bestsellerliste (Kategorie Paperback Sachbuch) erreichte. Die Illustrationen für den Vortrag und das Buch fertigte ihre ältere Schwester Jill Enders. Auftritte hatte Enders unter anderem in den Talkshows 3 nach 9 und Markus Lanz. Das Buch erhielt auch Resonanz in den Druckmedien. So wies beispielsweise die Frankfurter Allgemeine Zeitung darauf hin, dass Enders einen Bestseller über ein vergleichsweise wenig erforschtes Organ geschrieben habe. Fünf hochrangige Wissenschaftler habe die Autorin nach eigener Aussage kontaktiert, doch keine Antwort erhalten, sodass sie sich zur eigenen Forschung entschlossen habe. Darm mit Charme war 2014 in Deutschland mit über einer Million Exemplaren das meistverkaufte Hardcover-Sachbuch. Die Buchrechte sind nach Angaben des Ullstein Verlags für 40 Länder verkauft worden. Vom Buch wurden weltweit etwa acht Millionen Exemplare verkauft (Stand: 2025). Zwischen 2021 und 2022 war die Sonderausstellung Darm mit Charme in der Experimenta Heilbronn zu sehen.
Die Netflix-Dokumentation "Hack your Health", in der Enders eine Hauptrolle spielt, thematisiert ebenfalls die Darmgesundheit und das Mikrobiom.

## Auszeichnungen
- 2014: LovelyBooks Leserpreis in der Kategorie Sachbuch und Ratgeber für Darm mit Charme
- 2015: DGVS Medienpreis der Deutschen Gesellschaft für Gastroenterologie, Verdauungs- und Stoffwechselkrankheiten e. V. (gemeinsam mit ihrer Schwester)[11]
- 2016: Helmut Fischer Preis für Wissenschaftskommunikation des Deutschen Museums, München[12]
- 2017: Heinz Oberhummer Award für Wissenschaftskommunikation[13]

## Buch
- mit Jill Enders (Illustrationen): Darm mit Charme. Alles über ein unterschätztes Organ. Ullstein, Berlin 2014, ISBN 978-3-550-08041-8.[14][15]
  - als Hörbuch: Gekürzte Lesefassung gelesen von Giulia Enders, 229 Minuten, 3 CDs, Audio Media, München 2014, ISBN 978-3-86804-367-9. (DE: Gold (Hörbuch-Award))[16]
  - aktualisierte Neuauflage: Ullstein, Berlin 2017, ISBN 978-3-550-08184-2.
  - Taschenbuchausgabe: Ullstein, Berlin 2021, ISBN 978-3-548-37589-2.
- mit Jill Enders (Illustrationen): Organisch. Ullstein, Berlin 2025, ISBN 978-3-550-20177-6.[17]